# 日本システムサプライ
日本システムサプライ (Japan System Supply) はコンシューマーやオンラインなどのゲームを開発していたソフトウェア会社。2000年10月に業務継続困難な状態に陥り、倒産している。略称は『JSS』である。

## 代表作

### コンシューマーゲーム
カメレオンツイスト / カメレオンツイスト2
NINTENDO 64上で動作する3Dアクションゲーム。カメレオンを操作して自在に伸び縮みする舌を操り、敵を倒していく。

バウンド・ハイ!
1996年2月23日に発売予定だったバーチャルボーイ用ソフト。任天堂山内博社長が絶賛し、北米での2次出荷時のキラーソフトとして予定されていたが、バーチャルボーイの市場撤退により発売中止。後年開発ROMが流出した。

チャルボ55
1997年2月21日ゲームボーイで発売。バウンドハイを2Dに昇華した内容でBGMの一部が流用されている。

### オンラインゲーム
ストーンエイジ
石器時代をテーマにしたMMORPG。1999年に開発された。ゲームマスターとして活躍した「零号機」はその気さくな性格から日本システムサプライの存在を身近にさせたことで知られる。
LIFESTORM / LIFESTORMII
中世ヨーロッパのような剣と魔法の世界をテーマにしたMMORPG。1998年に開発され、MMORPGとしては国産初のゲームと云われている。

## 倒産
オンラインゲームのサービスを開始した1998～99年頃は、日本ではまだ常時接続などのインフラが出来ておらず、ユーザー数が伸び悩んだ。これはオンラインゲーム技術が3、4年先を行く日本システムサプライの凄さであり、最大の過ちでもあると言える。
2000年10月に業務の続行が困難な状態に陥り、同月13日に大阪地方裁判所より破産宣告を受け倒産する。しかし、オンラインゲームのサーバー管理業務を行っていたゲーマーズドリームは日本システムサプライからの管理料金が回収できないのにも関わらず、2001年3月までのサービス続行を英断する。この措置により、多くのユーザーがゲームの世界を思い残すことなく楽しむことができたという。最終日にはイベントも企画され、日本システムサプライの元社員もイベントに駆けつけた。
日本システムサプライでクロスゲートを開発していたスタッフは、株式会社ドワンゴに多数移籍する。